# Parti hongrois de la justice et de la vie

Drapeau du Parti hongrois de la justice et de la vie.

Le Parti de la justice hongroise et de la vie (hongrois : Magyar Igazság és Élet Pártja, prononcé [ˈmɒɟɒɾ ˈigɒʃʃaːg ˈeːʃ ˈeːlɛt ˈpaːɾcɒ], MIÉP) est un parti politique hongrois fondé en 1993 et disparu en 2021. Son fondateur est István Csurka. Ce dernier décède le 4 février 2012, à l'âge de 77 ans, des suites d'une longue maladie. Il a été remplacé par l'ancien député Zoltán Fenyvessy à la tête du parti. Depuis 2017, le parti est dirigé par Tibor Nagy, en remplacement de Fenyvessy. Début 2019, le Mouvement Notre patrie (Mi Hazánk Mozgalom) a conclu une alliance électorale avec le Parti hongrois de la justice et de la vie et le Parti civique indépendant des petits propriétaires et des travailleurs agraires.
Le 27 juillet 2021, le MIÉP est dissous et est fusionné avec le Mouvement Notre patrie.

## Fondements idéologiques

### Valeurs
Le parti mobilise un discours principalement tourné vers l'irrédentisme visant à instaurer une « Grande Hongrie », mais aussi anti-occidental, anti-communiste, eurosceptique et antisémite. 